# Plagiolepis montivaga
Plagiolepis montivaga é uma espécie de formiga do gênero Plagiolepis, pertencente à subfamília Formicinae.